# Seznam písní Michala Davida
Toto je seznam písní, které nazpíval nebo na kterých se podílel autorstvím Michal David.

## Seznam
- poz. * nazpívané písně, ** autorské písně
- Název písně - duet - (autor hudby / autor textu písně) - rok vydání písně
  - Název písně - interpret - (autor hudby / autor textu písně)

(na doplnění)

## A
- Amici mai - (h: /t:)
- Amici Mai - Davide Mattioli a Michal David a Chiara Grilli
  - Anděl - Iveta Bartošová - (Michal David / Pavel Vrba)
- Anděl lásky - (h: /t:)
- Angelica - (h: /t:)
- Aspoň jednou měl bych dříve vstát - (Michal David / Jaroslav Machek) - Alba: Aspoň jednou měl bych dříve vstát/Já ty pátky dobře znám (1982), Kroky Františka Janečka (1982),
- A tak se lásko měj  - (h: /t:)
- Až mi jednou nezavoláš  - (h: /t:)

## B
- Balla, balla  - Davide Mattioli a Michal David a Chiara Grilli - (Francesco Napoli / Francesco Napoli) - orig. píseň:Francesco Napoli
- Basta con te (Zastav můj čas) - (František Janeček / Luigi Fedele) - album: Festa (1986)
- Bello e impossibi  - Davide Mattioli a Michal David a Chiara Grilli - (h: /t:)
- Bello Inposible - Davide Mattioli a Michal David a Chiara Grilli - (h: /t:)
- Bláznivá noc - (Michal David / Richard Bergman) - album: Bláznivá noc (1988)
  - Bláznivej pan koleda - Jakub Smolík - (Michal David / Richard Bergman)
- Blízko zůstávám - Monika Absolonová a Michal David  - (h: /t:)
  - Břímě návyků - Helena Vondráčková - (Michal David / Václav Hons) - album: Zrychlený dech, 1982, 2003
  - Bumbarďáci - Standa Hložek - (Michal David / Jan Krůta)
- Bum, bum, bum - (h: /t:)
  - Bye - bye - Helena Vondráčková - (Michal David / Jaroslav Machek) - album: Skandál, 2006

## C
- Canzone D'Amore - Davide Mattioli a Michal David a Chiara Grilli - (h: /t:)
- Céčka, sbírá céčka - (František Janeček / František Řebíček) - album: Rodinná show (1985)
- Cesta na měsíc - (Michal David / Jaroslav Machek) - album: Bláznivá noc (1988), Největší z nálezů a ztrát (2010)
- Ciao (Čau) - (František Janeček / Borek Severa, Luigi Fedele) - album: Festa (1986)
- Co já vím - (Michal David / Jaroslav Machek) - album: Rodinná show (1985)
- Co mi scházelo, jsi byla ty - (Michal David / Eduard Pergner) - album: Discopříběh I a II (1999) - 1988 - z filmu Discopříběh
- Colu, pijeme colu (Se Ti Amo, Ti Amo) - (Gabriele Balducci, Mario Balducci / František Řebíček)[2]
- Come vorei - Davide Mattioli a Michal David a Chiara Grilli - (h: /t:)
  - Co sudičky přály nám - Karel Gott a Lucie Bílá - (Michal David, František Janeček / Jaroslav Machek) - album: Duety (Karel Gott & Lucie Bílá), 1997[3]

## Č
- Čas jak raketa letí - (František Janeček / František Ringo Čech) - album: Michal David - Kroky Františka Janečka (1982)
- Čau - (Bohuslav Ondráček / Zdeněk Borovec) - album: Non Stop (1984), Non stop / I'd Love To Live (2000)
- Čím to, že tak kašlu - (František Janeček / Eduard Pergner) - album: Děti ráje (1985)
- Čuměj, čuměj-nekoukaj - (h: /t:)

## D
- Dám si kytku do klopy - (Seweryn Krajewski / Jaroslav Machek) - album: Nenapovídej (2000)
- Debole (Záliby) - (Michal David / Luigi Fedele) - album: Festa (1986)
- Decibely lásky - (Michal David / Richard Bergman) - album: Kroky Františka Janečka: Decibely lásky (1986)
- Dejte mi práci - (Michal David / Eduard Pergner, Miloš Skalka) - album: Discopříběh 2 (1991)
  - Den jako obrázek - Hana Zagorová a Helena Růžičková - (Michal David / Václav Kopta)[4][5]
- Děti ráje - (František Janeček / Eduard Pergner) - album: Děti ráje (1985), Největší z nálezů a ztrát (2010)
  - Deti vašej lásky - Tweens a Michal David - (h: Michal David) - album: Máme čas... ‎ (2001) [6]
- Diamant dětem  - Klára a Michal David - (h: /t:)[7]
- Diese Nacht - Helena Vondráčková - (Michal David / Filip Albrecht)
- Dimmi si (Kdo tě zná víc, než já) - (Michal David / Luigi Fedele) - album: Festa (1986)
- Discopříběh - (Michal David / Eduard Pergner) - album: Discopříběh (1987), Discopříběh 2 (1991), Discopříběh I a II (1999), Největší z nálezů a ztrát (2010) - 1986 - z filmu Discopříběh
- Diskžokej nepřišel - (František Janeček / Eduard Pergner) - album: Bláznivá noc (1988)
- Diskžokej nepřítel - (h: /t:)
- Diskoborci - (František Janeček / Eduard Pergner) - album: Děti ráje (1985)
- Dívčí pláč (Lei, lei, lei) - (Roberto Vecchioni / Jaroslav Machek) - album: Nenapovídej (1982)(2000), Největší z nálezů a ztrát (2010)
- Dívka na inzerát (Wszystko czego dziś chcę) - (Romuald Lipko / Eva Hurychová) - album: Nenapovídej (2000)
- Divko hledaná - (František Janeček / Eduard Pergner) - album: Bláznivá noc (1988)
  - Dlouhá noc - Helena Vondráčková - (Michal David / Hana Sorrosová)
- Dlouhý letní den - (h: /t:)
  - Dny dětství - Hana Zagorová - (Michal David / Pavel Vrba)
- Donna (Céčka, sbírá céčka) - (František Janeček / Luigi Fedele, Borek Severa) - album: Festa (1986)
- Doufám, že přijdeš - (Daniel Hádl / Miroslav Černý)- album: Allegro (1989)
- Drahý lhář - Petra Janů a Michal David  - (h: /t:)
- Důvod - (Michal David / Pavel Vrba) - album: Allegro (1989)

## E
- Erotic House - (h: /t:)

## F
- Fámy o nás jdou - (Michal David / Richard Bergman)
- Fascino latino (Všem se líbíš) - (František Janeček / Luigi Fedele) - album: Festa (1986)
- Felicitá  - Davide Mattioli a Michal David a Chiara Grilli - (Dario Farina / Gino De Stefani / Cristiano Minellono) - orig. píseň: Al Bano e Romina Power
- Festa (My máme prima rodiče) - (František Janeček / Borek Severa, Luigi Fedele) - album: Festa (1986)
- Forse sbagliano (Vejdem) - (Bohuslav Ondráček / Vito Pallavicini) - album: Festa (1986)
- For You Birthday (Píseň k svátku) - (František Janeček / Michal Bukovič) - album: I´d Love To Live (1983), Non stop / I'd Love To Live (2000)
- Fotka z prázdnin - (Michal David / Jaroslav Šprongl) - album: Bláznivá noc (1988)

## G
- Gesso sul muro (Kouskem křídy) - (František Janeček / Luigi Fedele) - album: Festa (1986)
- Gloria  - Davide Mattioli a Michal David a Chiara Grilli - (h: /t:)

## H
- Hele, nemachruj - (František Janeček / Eduard Pergner) - album: Discopříběh (1987),  Discopříběh I a II (1999) - 1986 - z filmu Discopříběh
  - Hodně dárků pod stromečkem - Monika Absolonová, Bambini di Praga - (h: /t:)
- Hop nebo trop - (František Janeček / Václav Hons)
  - Hra na pravdu - Hana Zagorová a Dagmar Veškrnová - (Michal David / Václav Kopta)
- Hraj, jen hraj - Helena Vondráčková a Michal David - (Michal David / M. Skalka)
- Hrála si holčička - Jan Rosák a Michal David  - (h: /t:)

## Ch
- Chtěl bych žít tak, jak se má - (Michal David / Jaroslav Machek) - album: Michal David - Kroky Františka Janečka (1982), Nenapovídej (2000), Největší z nálezů a ztrát (2010)
- Chtěl bych žít v pravěku - (h: /t:)
- Chvíle zrání - (František Janeček / Jaroslav Machek)[8]

## I
- I Can Hold Your Hand (Mám tvou vlídnou dlaň) - (Bohuslav Ondráček / Vladimír Kočandrle) - album: I´d Love To Live (1983), Non stop / I'd Love To Live (2000)
- I´d Love To Love (Chtěl bych žít tak, jak se má) - (Michal David / Miloš Skalka) - album: I´d Love To Live (1983), Non stop / I'd Love To Live (2000)
- Ikaros - (František Janeček / Eduard Pergner) - album: Bláznivá noc (1988)
- I Like Chopin  - Davide Mattioli a Michal David a Chiara Grilli - (h: /t:)
- I'm Your Sex Robot - (h: /t:)
- I Wanna Be (Loved By You)  - (h: /t:)
- I Want Your Sex - (h: /t:)
- I Would Like To Wake Up By Your Side (Aspoň jednou měl bych dříve vstát) - (Michal David / Vladimír Kočandrle) - album: I´d Love To Live (1983), Non stop / I'd Love To Live (2000)

## J
- Já a svět - (Milan D. Svoboda / Eduard Krečmar) - album: Allegro (1989)
- Já bez tebe nejsem já - Helena Vondráčková - (Michal David / Hana Sorrosová)
- Já jsem tvůj bůh - (Zdeněk Barták / Eduard Pergner) - album: Discopříběh 2 (1991)
- Jak snadno uvěří se lhářům - (Michal David / František Řebíček) - album: Allegro (1989), Největší z nálezů a ztrát (2010) - 2. místo na písňovém festivalu Cavan 92, Irsko[9]
- Jak Tom a Jerry - (Michal David / Miroslav Černý)
- Jakoby náhodou - (František Janeček / Jaroslav Machek) - album: Děti ráje (1985)
  - Jarní setkání - Karel Gott a Lucie Bílá - (Michal David, František Janeček / Lou Fanánek Hagen) - album: Duety (Karel Gott & Lucie Bílá), 1997
- Já se nezměním - (Michal David / Richard Bergman) - album: Děti ráje (1985)
- Já si koupím klavír - (Michal David / Jaroslav Machek) - album: Nenapovídej (1982)(2000)
- Já ty pátky dobře znám - (František Janeček / Michal Bukovič) - Alba: Aspoň jednou měl bych dříve vstát/Já ty pátky dobře znám (1982), Kroky Františka Janečka (1982), Největší z nálezů a ztrát (2010)
- Jedem dál  - (h: /t:)
  - Jediná - Pavol Habera - (Michal David / Lou Fanánek Hagen) - z českého muzikálu Tři mušketýři[10][11]
  - Je konec trápení - Helena Vondráčková - (Michal David / Pavel Vrba) - album: Hádej...!, 2003
- Jen - (h: /t:)
  - Jen já a sen - Hana Zagorová - (Michal David / Václav Kopta) - album: Když nemůžu spát, 1994,
  - Jen jednou smím se ti lásko vzdát - Karel Gott a Lucie Bílá - (Michal David, František Janeček / Vladimír Kočandrle) - album: Duety (Karel Gott & Lucie Bílá), 1997[12]
- Je t'aime moi non plus - (h: /t:)
- Je to blízko - (František Janeček / Eduard Pergner) - album: Discopříběh (1987),  Discopříběh I a II (1999) - 1986 - z filmu Discopříběh
- Je to zázrak  - (h: /t:)
- Je tu víkend - (Michal David / František Řebíček) - album: Děti ráje (1985)
- Je to senzace - Michal David a Pavel Horňák a Markéta Muchová a Milan Dyk - (h: /t:)
- Jiný lidi - Sagvan Tofi a Michal David - (h: /t:)
- Jé-Í-Té-Ká - (Michal David / Michal Bukovič) - album: Michal David - Kroky Františka Janečka (1982)
  - Jsem klidná - Iveta Bartošová - (Michal David / Pavel Vrba)
  - Jsem nevěrná - Monika Absolonová - (Michal David / Monika Absolonová)
  - Jseš Bůh - Iveta Bartošová - (Michal David / Eduard Krečmar)
- Jsi blízko - (Michal David / Richard Bergman) - album: Děti ráje (1985)
- Jsi zvláštní - (Michal David / Jaroslav Machek) - album: Michal David - Kroky Františka Janečka (1982)
- Jsou rána tíživá - (h: /t:)
- Jsme přátelé  - Michal David, Michal Penk a Iveta Bartošová, Júlia Hečková, Stanislav Hložek, Dalibor Janda, Petra Janů a Vašo Patejdl - (h: /t:)
- Jsme sehraní - Pavel Horňák a Michal David - (Michal David / František Řebíček)
- Jsme sehraní - Michal David a Kamil Emanuel Gott - (h: /t:)
- Jsou rána tíživá - (h: /t:)

## K
- Kalimba de luna - Davide Mattioli a Michal David a Chiara Grilli - (h: /t:)
- Kam jdeš - (Michal David / Eduard Pergner) - album: Discopříběh 2 (1991)
- Kam tak náhle pospícháš - (František Janeček / Michal Bukovič) - album: Michal David - Kroky Františka Janečka (1982), Největší z nálezů a ztrát (2010)
- Kapela snov - Michal David a Darina Rolincová a Petr Janda a Lešek Semelka, Vítězslav Vávra a Karel Zich - (h: /t:)
- Kapka naděje - Michal David a Holki a Lunetic a A-TAK! a V.I.P. a Tomáš Rosický - (Michal David / František Řebíček)
- Každý mi tě, lásko, závidí - (František Janeček / Richard Bergman) - album: Děti ráje (1985), Největší z nálezů a ztrát (2010)
  - Kde zůstal máj - Helena Vondráčková - (Michal David / Pavel Vrba)
- Kdo tě zná víc než já - (Michal David / Jaroslav Machek) - album: Non Stop (1984), Non stop / I'd Love To Live (2000)
  - Kdo ví, kde usínáš - Hana Zagorová - (Michal David / Hana Zagorová)
- Kdo zná tvé pravé příjmení - (Michal David / Richard Bergman)
- Když jsou doma galeje - (Zdeněk Barták / Eduard Pergner) - album: Discopříběh I a II (1999) - 1988 - z filmu Discopříběh
- Když se loučíš - Michal David a Magda Malá - (Michal David / Richard Bergman)[13]
  - Když svíčky zhasnou - Helena Vondráčková - (Michal David / Jana Rolincová)
- Když tátové blbnou - (Jindřich Parma / Eduard Pergner) - album: Discopříběh 2 (1991), Discopříběh I a II (1999) - 1991 - z filmu Discopříběh 2
- Klíčovou dírkou - (Vítězslav Hádl / Eduard Pergner)
- Kocour Mikeš na klouzačce - Michal David, Bambini di Praga - (h: /t:)
- Koncert v ulicích - (František Janeček / Zdeněk Rytíř) - album: Rodinná show (1985), Největší z nálezů a ztrát (2010)
- Konto štěstí - (František Janeček / Eduard Pergner) -  Iveta Bartošová a Michal David - album: Discopříběh (1987), Největší z nálezů a ztrát (2010)
- Korunou si hodím  - (h: /t:)
  - Koulovačka - Marek Kratochvíl, Bambini di Praga - (Michal David / t:)
- Kouskem křídy - (František Janeček / Jaroslav Špongl) - album: Non Stop (1984), Non stop / I'd Love To Live (2000)
  - Koženej klobouk - Jakub Smolík - (Michal David / Vladimír Poštulka)[14]
  - Krédo - Karel Gott a Lucie Bílá - (Michal David, František Janeček / Jaroslav Machek) - album: Duety (Karel Gott & Lucie Bílá), 1997
- Královna krásy - (František Janeček / Michael Prostějovský) - album: Michal David - Kroky Františka Janečka (1982)
- Krásná Domenika (Buona Domenica) - (Antonio Venditti / Jaroslav Machek) - album: Nenapovídej (2000)

## L
- Lady, solo tu lady (Zůstaň a neodcházej) - (Zdeněk Barták / Borek Severa, Luigi Fedele) - album: Festa (1986)
- La mia musica - Davide Mattioli a Michal David a Chiara Grilli - (h: /t:)
- Lásko má, neříkej dík - (František Janeček / Jaroslav Machek) - album: Michal David - Kroky Františka Janečka (1982)
- Last Letter (Netvař se na mě tak přísně) - (František Janeček / Vladimír Kočandrle) - album: I´d Love To Live (1983), Non stop / I'd Love To Live (2000)
- Lásko, to bejval čas- (h: /t:)
- Laura non c´é - Davide Mattioli a Michal David a Chiara Grilli - (h: /t:)
- Létající Čestmír - (Karel Svoboda / Zdeněk Rytíř) - album: Discopříběh I a II (1999) - 1985
- L`Italiano  - Davide Mattioli a Michal David a Chiara Grilli - (h: /t:)
- Líbezná (Tornerai, tornero) - (Roberto Vecchioni, Renato Pareti, Vermar / Jaroslav Machek) - album: Nenapovídej (1982)(2000)[15]
- Linka 17 - (Vladimír Štancl / Vladimír Čort) - album: Nenapovídej (2000)
- Líp než já - (Michal David / Václav Hons)
  - Listopad - Iveta Bartošová - (Michal David / Pavel Vrba)
- Lítáme v tom - (M.Hájek / Jana Rolincová)
- Lítat jako pták - Hana Zagorová a Michal David - (Michal David / Šárka Schmidtová) - album: Když nemůžu spát (Hana Zagorová), 1994
- Love Story - (h: /t:)
- Lovin' In The Rain - (h: /t:)
- Lucie - (František Janeček / Miroslav Melen) - album: Discopříběh (1987)

## M
- Made in Italy - Davide Mattioli a Michal David a Chiara Grilli - (h: /t:)
- Maladetta primavera - Davide Mattioli a Michal David a Chiara Grilli - (h: /t:)
- Malinconia - Davide Mattioli a Michal David a Chiara Grilli - (h: /t:)
- Máma - (František Janeček / Eduard Pergner) - album: Discopříběh (1987),  Discopříběh I a II (1999) - 1986 - z filmu Discopříběh
- Mamma Maria  - Davide Mattioli a Michal David a Chiara Grilli - (h: /t:)
- Mám na to grif  - (h: /t:)
  - Mám svůj ráj - Iveta Bartošová  - (Michal David / Pavel Vrba)
- Mám svůj svět - (Michal David / Eduard Pergner) - album: Discopříběh 2 (1991), Discopříběh I a II (1999) -

```
1991 - z filmu 
Discopříběh 2
```

- Mám tvou vlídnou dlaň - (Bohuslav Ondráček / Jaroslav Machek) - album: Michal David - Kroky Františka Janečka (1982)
  - Malé bílé cosi - Iveta Bartošová - (Michal David / Pavel Vrba)
- Maríno, já vím - (Michal David / František Řebíček) - album: Discopříběh (1987)
- Má to atmosféru - (h: /t:)
- Mávnutí - Helena Vondráčková a Michal David - (Michal David / Richard Bergman) - album: Pár přátel stačí mít, 1999
- Mé sny - (Petr Janda / Zdeněk Rytíř) - album: Nenapovídej (1982)(2000)
- M`innamore di te - Davide Mattioli a Michal David a Chiara Grilli - (h: /t:)
- Mlčení - (Michal David / Richard Bergman) - album: Discopříběh (1987)
- Mlsoun - (h: /t:)
  - Móda - Ivana Bartošová - (Michal David / Pavel Vrba)
- Mou hádankou jsi dál - Štefan Margita a Michal David
- Možná je ráj - (h: /t:)
- Můj brácha rukuje - (František Janeček / Eduard Pergner) - album: Děti ráje (1985)
- Můj slogan - (František Janeček / Eduard Pergner) - album: Discopříběh I a II (1999) - 1985
- My jsme přátelé - Michal David a Pavel Horňák a Standa Hložek a Jan Rosák a Lešek Semelka - (h: /t:)
- My máme prima rodiče - (František Janeček / František Řebíček) - album: Non Stop (1984), Non stop / I'd Love To Live (2000)
  - Mží - Hana Zagorová a Karel Gott - (Michal David / Zdeněk Borovec)

## N
- - Na háku - Iveta Bartošová - (Michal David / Pavel Vrba)
  - Náhoda je řád - Iveta Bartošová - (Michal David / Pavel Vrba) - album: Malé bílé cosi, 1994
- Na kraj paměti jít - (Michal David / Pavel Vrba) - album: Allegro (1989)
  - Náladu mám - Standa Hložek - (Michal David / Eduard Krečmar)
- Náš příběh postrádá děj  - Klára a Michal David - (Michal David / Ivan  Rössler)[7][16]
  - Na tom záleží - Iveta Bartošová - (Michal David / Miroslav Černý)
- Něco na tom je - (Michal David / František Řebíček) - album: Rodinná show (1985), Největší z nálezů a ztrát (2010)
- Nejhezčí dárek - 50 československých zpěváků - viz Jiří Zmožek - (Jiří Zmožek / Zdeněk Rytíř)
- Největší z nálezů a ztrát - (Michal David, František Janeček / Eduard Pergner) - album: Discopříběh I a II (1999), Největší z nálezů a ztrát (2010)[17]
- Nekejvej - (Ladislav Štaidl / Miroslav Černý) - album: Allegro (1989)
- Nelži mi - (Michal David / Richard Bergman)
- Nemysli si, že žárlím - (Michal David / František Řebíček) - album: Non Stop (1984), Non stop / I'd Love To Live (2000)
- Nenapovídej - (Zdeněk Barták / Jaroslav Machek - album: Nenapovídej (1982)(2000), Největší z nálezů a ztrát (2010)[18][19]
  - Není proč se bát - Helena Vondráčková - (Michal David / Jana Rolincová)
- Netvař se na mě tak přísně - (František Janeček / Jaroslav Machek) - album: Michal David - Kroky Františka Janečka (1982), Největší z nálezů a ztrát (2010)
  - Nezkoušej bdít nade mnou - Helena Vondráčková - (Michal David / Zdeněk Borovec)
- Nikdo nepřišel - (Michal David / Richard Bergman) - album: Děti ráje (1985)
  - Noc dávných přání - Hana Zagorová - (Michal David / Václav Kopta)
- Non me la dai da bere (Nemysli si, že žárlím) - (Michal David / Luigi Fedele) - album: Festa (1986)
- No problem no - (Zdeněk Barták / Eduard Pergner, Miloš Skalka) - album: Discopříběh 2 (1991)
- Non stop - (Zdeněk Barták / Eduard Pergner) - album: Non Stop (1984), Discopříběh I a II (1999), Non stop / I'd Love To Live (2000), Největší z nálezů a ztrát (2010) - nahráno v 1983, vydáno v 1985 - z filmu Vítr v kapse
- Non stop - italsky (Non stop) - (Zdeněk Barták / Vito Pallavicini) - album: Festa (1986)
- Non voglio mica la luna  - Davide Mattioli a Michal David a Chiara Grilli - (h: /t:)

## O
- Obyčejný příběh - (Michal David / Jaroslav Machek) - album: Děti ráje (1985)
  - Odplouvám za tebou - Helena Vondráčková - (Michal David / Petr Šiška)
- Orangutáni  - Standa Hložek a Michal David  - (h: /t:)

## P
- Padá sněží - (Michal David / František Řebíček) - album: Non Stop (1984), Non stop / I'd Love To Live (2000)
  - Padám, když svítá - Hana Zagorová - (Michal David / Hana Zagorová) - album: Když nemůžu spát (Hana Zagorová), 1994
  - Pánbůh se splet - Karel Gott a Lucie Bílá - (Michal David, František Janeček / Jaroslav Machek) - album: Duety (Karel Gott & Lucie Bílá), 1997
- Pár bláznivejch snů - (Michal David / Richard Bergman)
  - Párkrát do roka - Iveta Bartošová - (Michal David / Pavel Vrba)
- Pár přátel - (Michal David / František Řebíček) - album: Bláznivá noc (1988), Největší z nálezů a ztrát (2010)
- Past na mýho tátu - (Michal David / Eduard Pergner) - album: Discopříběh 2 (1991), Discopříběh I a II (1999) - 1991 - z filmu Discopříběh 2
- Peníze - (Zdeněk Barták / Eduard Pergner) - album: Discopříběh 2 (1991)
- Perpetuum mobile - (František Janeček / Michael Prostějovský) - album: Nenapovídej (1982)(2000)
- Pěsti - (Michal David / Richard Bergman) - album: Bláznivá noc (1988), Největší z nálezů a ztrát (2010)
  - Pěší pták - Iveta Bartošová - (Michal David / Pavel Vrba)
- Piccola e fragile -  - Davide Mattioli a Michal David a Chiara Grilli - (h: /t:)
- Piccolo amore  - Davide Mattioli a Michal David a Chiara Grilli - (Cristiano Minellono / Dario Farina) - orig. píseň: Ricchi e Poveri
- Píseň k svátku - (František Janeček / Jaroslav Machek) - album: Michal David - Kroky Františka Janečka (1982), Největší z nálezů a ztrát (2010)
- Piu Bella Cosa - Davide Mattioli a Michal David a Chiara Grilli - (h: /t:)
- Pláč - (h: /t:)
  - Pláž - Helena Vondráčková - (Michal David / Eduard Krečmar)
- Planeta války - (h: /t:)
- Po cestách růžových - (František Janeček / Zbyšek Malý) - album: Bláznivá noc (1988), Největší z nálezů a ztrát (2010)
- Pojď blíž (Caramella)[20][21] - (Rino Martinez / František Řebíček) - album: Kdo zná Tvé pravé příjmení / Pojď blíž (Caramella) (1984), 20 největších hitů II. (1997)
- Pojď blíž[22] - (M. Jay / František Řebíček) - album: Abnormální hic (2002)
  - Poník Špína - Hana Zagorová - (Michal David / Jan Krůta)
- Poníkové království  - Michal David a Dáda Patrasová a Monika (Monika Absolonová) a Standa Hložek a Jan Rosák a Hana Zagorová - (Michal David / Jan Krůta)
  - Posel dobrých zpráv - Karel Gott  - (Michal David / Michal Horáček)
  - Posvátná chvíle - Jakub Smolík, Bambini di Praga - (Michal David / Richard Bergman)[23]
- Potlesk patří vítězům - (Michal David / František Řebíček) - album: Allegro (1989)
  - Potmě jsme všichni stejní - Karel Gott a Lucie Bílá - (Michal David, František Janeček / Jaroslav Machek) - album: Duety (Karel Gott & Lucie Bílá), 1997
- Pouhý úsměv tvůj - (Michal David / František Řebíček) - album: Rodinná show (1985)
- Poupata - (František Janeček / Jaroslav Machek) - album: Největší z nálezů a ztrát (2010)
- Pozdrav - (Michal David / Pavel Vrba) - album: Allegro (1989)
- Právě začínáme - (Zdeněk Barták / Eduard Pergner) - album: Discopříběh 2 (1991), Discopříběh I a II (1999) - 1991 - z filmu Discopříběh 2
  - Pražskej kapr Vánoční - Jan Rosák, Bambini di Praga - (Michal David / t:)
  - Prý, lásko, nejsi - Helena Vondráčková - (Michal David / Zdeněk Borovec)
  - Přijde Ježíšek -  Petra Černocká, Bambini di Praga - (Michal David / t:)
  - Přijď aspoň na chvíli - Hana Zagorová a Boris Rössner - (Michal David / Václav Kopta)
  - Přítel splín - Hana Zagorová - (Michal David / Michal Šobr) - album: Já?, 1998
- Proč máme lásku krást  - (h: /t:)
- Proč právě já - (František Janeček / Jaroslav Machek) - album: Nenapovídej (1982)(2000)
- Proč tě míjím - (h: /t:)
  - Půlnoc - Hana Zagorová - (Michal David / Jan Krůta)
  - Půlnoční slib

```
- 
Šárka Tomanová
, 
Bambini di Praga
 -  - (
Michal David
/t:)
```

- - Půlnoční smíření - Iveta Bartošová  - (Michal David / Jan Krůta)
- Půjdu s tím - (Zdeněk Barták / Eduard Pergner) - album: Discopříběh 2 (1991), Discopříběh I a II (1999) - 1991 - z filmu Discopříběh 2

## R
- Radovánky - Michal David a Kamil Emanuel Gott a Gabriela  - (František Janeček, Michal David / Jaroslav Machek)
  - Ribena - Standa Hložek - (Michal David, Standa Hložek / Jaroslav Machek, Karel Šíp)
- Rodina Flintstounů - Michal David a Heidi, Standa Hložek, Monika (Monika Absolonová), Jakub Smolík, Václav Upír Krejčí,  Petra Zámečníková - (h: /t:)
- Rodinná show - (František Janeček / Eduard Pergner) - album: Rodinná show (1985)
- Romantic Touch - (h: /t:)
- Romeo a Giulietta - Hana Zagorová a Michal David - (h: /t:)
- R-O-C-K-M-E (Jé-Í-Té-Ká) - (Michal David / Michal Bukovič) - album: I´d Love To Live (1983), Non stop / I'd Love To Live (2000)
- Ruská Máša - (Michal David / Richard Bergman)

## Ř
- Řeč s mámou - (Michal David/Michal David)

## S
- Sambarió - Davide Mattioli a Michal David a Chiara Grilli - (h: /t:)
- Samotář - (Michal David / Richard Bergman) - album: Bláznivá noc (1988)
- Sara perché ti amo  - Davide Mattioli a Michal David a Chiara Grilli - (h: /t:)
- Se bastase una canzone - Davide Mattioli a Michal David a Chiara Grilli - (h: /t:)
- Sen - (Michal David / Richard Bergman) - album: Discopříběh (1987)
  - Sen je lhář - Helena Vondráčková - (Michal David / Zdeněk Borovec)
- Senza una donna - Davide Mattioli a Michal David a Chiara Grilli
- Sereno é - Davide Mattioli a Michal David a Chiara Grilli - (h: /t:)
- Se sluncem v zádech - Monika Absolonová - (Michal David / Rudolf Kubík)
- Setkání - Davide Mattioli a Michal David a Chiara Grilli - (h: /t:)
- Sex Machine Magic - (h: /t:)
- Sharazan - Davide Mattioli a Michal David a Chiara Grilli - (h: /t:)
  - Skleněný dům - Hana Zagorová - (Michal David / Lou Fanánek Hagen) - album: Hanka, 2001
- Skřítkoví poliši - Jan Rosák a Michal David  - (h: /t:)
- S láskou - Petr Kolář a Michal David  - (h: /t:)
- Slova se říkaj -  Hana Křížková a Michal David  - (h: /t:)
- Smutnění medvědí - (h: /t:)
  - Smútok dievčat - Tweens - (h: Michal David, Július Kinček) - album: Máme čas... ‎(2001)
- Soli - Davide Mattioli a Michal David a Chiara Grilli - (h: /t:)
  - Solo Noi - Davide Mattioli a Michal David a Chiara Grilli -  (Toto Cotugno / Cristiano Minellono) - orig. píseň: Toto Cutugno
  - Sólonoc - Helena Vondráčková - (Michal David / Jan Krůta)
- Souhvězdí - Michal David a Monika(Monika Absolonová)  - (h: /t:)
- Soukromej hovor - Šárka Tomanová a Michal David - (h: /t:)
- Spolu zůstanem - (Stanislav Jelínek / Pavel Vrba) - album: Allegro (1989)
- Správnej čas - (Michal David / Eduard Pergner) - album: Discopříběh I a II (1999) - 1988 - z filmu Discopříběh
  - Správná dáma - Iveta Bartošová - (Michal David / Pavel Vrba)
- Správnej tým - (Michal David / Michal David)
  - Starej pes - Standa Hložek - (Michal David / Rudolf Kubík)
  - Starý ponocný - Stanislav Hložek, Bambini di Praga - (Michal David / t:)
- S tebou se vznáším - (D. Hádl/Jana Rolincová)
- Stella stai - Davide Mattioli a Michal David a Chiara Grilli - (h: /t:)
- Steppin´ On The Gas (Já ty pátky dobře znám) - (František Janeček / Michal Bukovič) - album: I´d Love To Live (1983), Non stop / I'd Love To Live (2000)
- Starší žákyně - (h: /t:)
- Storie di tutti i giorni - Davide Mattioli a Michal David a Chiara Grilli - (h: /t:)
- Story Of A Girl I Knew (Lásko má, neříkej dík) - (František Janeček / Vladimír Kočandrle) - album: I´d Love To Live (1983), Non stop / I'd Love To Live (2000)
- Strašidelnej sen - (h: /t:)
- Stroje jdou - (h: /t:)
  - Stýská se mi lásko má - Jakub Smolík - (Michal David / Šárka Schmidtová)[24]
- Svět je krásný - Pavel Horňák a Michal David - (h: /t:)
- Su di noi  - Davide Mattioli a Michal David a Chiara Grilli - (E. Ghinazzi / D. Milani/ P. Barbani) - orig. píseň: Pupo
- Super noc - (h: /t:)
  - Svítá - Iveta Bartošová - (Michal David / Šárka Schmidtová)
  - Svítíš mi v tmách - Hana Zagorová a Štefan Margita - (Michal David / Zdeněk Borovec) - album: Ave 2, 1996

## Š
- - Škola v přírodě - Pavel Horňák - (Michal David / František Řebíček)
- Šmoulí song (Johan et Pirlouit) - (Henri Seroka / Jiří Šrámek, Tomáš Vondrovic) - Petra Janů a Stanislav Hložek a Hana Zagorová a Michal David a Linda Finková a Jiří Korn a Dagmar Patrasová a Michal Penk a Darinka Rolincová a Josef Laufer a Iveta Bartošová a Karel Gott a Bambini di Praga a Gemini[25][26][27][28]
  - Šťastná hvězda - Karel Gott a Lucie Bílá - (Michal David, František Janeček / Vladimír Kočandrle) - album: Duety (Karel Gott & Lucie Bílá), 1997
- Štěňata - Markéta Muchová a Michal David - (František Janeček / Jiří Chalupa)
- Šoumen - (Michal David / Eduard Pergner) - album: Rodinná show (1985)

## T
- - Tak jdem - Helena Vondráčková a Karel Gott - (Michal David / Jana Rolincová)
- Tak lásko, čau - (h: /t:)
- Tak ruku mi dej - (h: /t:)
- Tak na to šlápni - (Jindrich Parma / Eduard Pergner) - album: Discopříběh 2 (1991), Discopříběh I a II (1999) - 1991 - z filmu Discopříběh 2
- Tak se lásko měj - (Michal David / Richard Bergman) - album: Non Stop (1984), Non stop / I'd Love To Live (2000)
  - Tak se tu měj - Helena Vondráčková - (Michal David / Lucie Stropnická)
- Ti amo  - Davide Mattioli a Michal David a Chiara Grilli - (h: /t:)
- Time Is Running Like Crazy (Čas jak raketa letí)  - (h: /t:)
- Tiché vyznání - Magda Malá a Michal David  - (h: /t:)
  - Tichou zimní nocí -  Dáda Patrasová, Bambini di Praga - (Michal David / t:)
- Teď jsem tady já - (Jiří Zmožek / Miroslav Černý) - album: Největší z nálezů a ztrát (2010)
- The Oriental Love - (h: /t:)
- The Prayer - Michal David a Miroslav Dvorský - (autoři: Carole Bayer Sager, David Foster, Alberto Testa a Tony Renis)
  - To byla zase jízda - Helena Vondráčková - (Michal David / Jan Krůta)
- To je naše věc - Iveta Bartošová a Michal David - (František Janeček / Richard Bergman a Jaroslav Machek) - album: Největší z nálezů a ztrát (2010)
- To je naše věc - Michal David a Kamil Emanuel Gott a Yvetta - (h: /t:)
- To jsem byl já - (František Janeček / Richard Bergman)[29]
- Tornero` - Davide Mattioli a Michal David a Chiara Grilli - (h: /t:)
- To se na očích pozná (It's A Real Good Feeling) - (Harald Steinhauer / Jaroslav Machek)[30]
- To se oslaví  - Michal David a Pavel Horňák - (František Janeček / Richard Bergman) - album: Největší z nálezů a ztrát (2010)
- To se oslaví - Michal David a Pavel Horňák a Markéta Muchová - (František Janeček / Richard Bergman)
- To se oslaví  - Michal David a Kamil Emanuel Gott a Gabriela - (h: /t:)
- To snad nikdo nespočítá - (Michal David / František Řebíček) - album: Rodinná show (1985)
- To stárnutí zrádné - (Michal David / Zdeněk Borovec) - Karel Gott a Michal David - album: Největší z nálezů a ztrát (2010)
- To ti nikdy neslíbím - (h: /t:)
- To zas byl den - (František Janeček / František Řebíček) - album: Non Stop (1984), Non stop / I'd Love To Live (2000)
- Třetí galaxie (Stella Stai) - (Giancarlo Bigazzi / Michael Prostějovský) - album: Nenapovídej (1982)(2000), Největší z nálezů a ztrát (2010)
- Trhnout se - (Michal David / Eduard Pergner) - album: Discopříběh (1987),  Discopříběh I a II (1999) - 1986 - z filmu Discopříběh
  - Trinásta komnata - Tweens - (h: Michal David, Július Kinček) - album: Máme čas... ‎ (2001)
- Tu - Davide Davide Mattioli a Michal David a Chiara Grilli - (Giancarlo Bigazzi / Unberto Tozzi) - orig. píseň: Unberto Tozzi
- Tu sei l'unica donna per me  - Davide Mattioli a Michal David a Chiara Grilli - (Alan Sorrenti / Alan Sorrenti) - orig. píseň: Alan Sorrenti
- Tu soltanto tu  -Davide Mattioli a Michal David a Chiara Grilli

```
- (
Cristiano Minellono
 / 
Dario Farina
/
Michael Hofmann
) - orig. píseň: 
Al Bano
 e 
Romina Power
```

- Tutto O.K. (To byl zas den) - (František Janeček / Vito Pallavicini, Borek Severa) - album: Festa (1986)
  - Tvá hvězda vánoční - Hana Zagorová - (Michal David / Hana Zagorová) - album: Ave, 1994

## U
- Uhni, jedu já - Michal Tučný a Michal David - (h: /t:)
- Ukryj, co zbývá ti (Nezabyvaj) - (Jurij Antonov / Pavel Vrba) - album: Nenapovídej (1982)(2000)
- Una notte speciale  - Davide Mattioli a Michal David a Chiara Grilli - (Alice / Ed.Belriver) - orig. píseň: Alice
- Úraz - (Karel Mirošník / Pavel Vrba) - album: Allegro (1989)
- Uštknutej láskou - (h: /t:)
  - Úvodní Slovo - Radovan Lukavský, Bambini di Praga - (Michal David / t:)
- Už jenom rok - (František Janeček / Eduard Pergner) - album: Rodinná show (1985)
- Už mi nevolej - (h: /t:)
- Už neztrácej čas - (Michal David / František Řebíček)

## V
- Vabank - Sisa Sklovská a Michal David  - (h: /t:)
- Vado Via - Davide Mattioli a Michal David a Chiara Grilli - (h: /t:)
- Valčík pro mámu - (František Janeček / Eduard Pergner) - album: Rodinná show (1985), Největší z nálezů a ztrát (2010)
- Vánoce jako z pohádky - Bambini di Praga  - (Michal David / t:)
- Věčnej flám - Michal David, recitativ: Simona Krainová - (Michal David / Richard Bergman)
  - Vega a já - Standa Hložek - (Michal David / Richard Bergman)
- Vejdem - (Bohuslav Ondráček / Eduard Pergner) - album: Nenapovídej (1982)(2000)
- Velká je Amerika - Michal David a Standa Hložek - (h: /t:)
- Ve slepé uličce - (František Janeček / Eduard Pergner) - album: Bláznivá noc (1988)
- Vesměs pár ptákovin - Věra Špinarová a Michal David  - (h: /t:)
- Vesmírnou bránou - Ladislav Křížek a Michal David  - (h: /t:)
- Vidím tě všude - (František Janeček / Eduard Pergner) - album: Discopříběh (1987)
- Víme své - Marcela Holanová a Leo Marian Vodička a Michal David - (h: /t:)
- Voulez vous danser  - Davide Mattioli a Michal David a Chiara Grilli - (Cristiano Minellono / A.Cassella) - orig. píseň: Ricchi e Poveri
- V pořadí pátý - (Michal David / Pavel Vrba) - album: Allegro (1989)
- Všem se líbíš - (František Janeček / Richard Bergman) - album: Non Stop (1984), Non stop / I'd Love To Live (2000)[31]
- V tom budem stejní - Petra Janů a Michal David - (h: /t:)
- Vůně ženy - (Michal David / Pavel Vrba) - album: Allegro (1989)[32] - album: Největší hity II, 1997
- Vůně ženy - (Josef Švehla / Pavel Vrba)[33][34]
- Výtah do nebe - (František Janeček / Jaroslav Machek) - album: Bláznivá noc (1988)
- Vyznání - (František Janeček / Eduard Pergner) - album: Rodinná show (1985)
  - Vzlietni - Beáta Dubasová - (Michal David / Marián Brezáni)[35]
- Vzpomeň si - (Michal David / Richard Bergman) - album: Děti ráje (1985)
- Vzpomínka na Rudlu  - hudba:Rudolf Rokl a Michal David

## Y
- You Know What It's All About (Kam tak náhle pospícháš) - (František Janeček / Michal Bukovič) - album: I´d Love To Live (1983), Non stop / I'd Love To Live (2000)
- Your Make Me Get Better (Za všechno můžeš) - (Michal David / Vladimír Kočandrle) - album: I´d Love To Live (1983), Non stop / I'd Love To Live (2000)
- You're Special (Jsi zvláštní) - (Michal David / Miloš Skalka) - album: I´d Love To Live (1983), Non stop / I'd Love To Live (2000)

## Z
- Zabitej čas - (František Janeček / Eduard Pergner) - album: Discopříběh I a II (1999) - 1985 - z filmu Láska z pasáže
- Záliby - (Michal David / Richard Bergman) - album: Non Stop (1984), Non stop / I'd Love To Live (2000)
- Za málo víc - (h: /t:)
- Zas bude líp - (h: /t:)
- Zas bude O.K. - (h: /t:)
- Zastav můj čas - (František Janeček / Richard Bergman) - album: Non Stop (1984), Non stop / I'd Love To Live (2000)
- Zas vyhráváš - (Michal David / František Řebíček) - album: Super noc (1998), Love songs (2006)
- Záruční list na lásku - (Michal David / Zdeněk Rytíř) - album: Rodinná show (1985)
  - Za střípek lásky - Karel Gott a Lucie Bílá - (Michal David, František Janeček / Jaroslav Machek) - album: Duety (Karel Gott & Lucie Bílá), 1997
  - Závěrečné slovo - Radovan Lukavský, Bambini di Praga - (h: /t:)
- Za všechno můžeš - (Michal David / Jaroslav Machek) - album: Michal David - Kroky Františka Janečka (1982), Největší z nálezů a ztrát (2010)
- Zdálo se mi o ní - (Michal David / Václav Hons) - album: Discopříběh (1987)
- Znám tě - (Michal David / Richard Bergman) - album: Rodinná show (1985)
- Zoologická zahrada - Standa Hložek a Michal David  - (h: /t:)
- Zůstaň a neodcházej - (Zdeněk Barták ml. / Jaroslav Machek) - album: Non Stop (1984), Non stop / I'd Love To Live (2000)

## Ž
- Žádná bouřka věčně netrvá - (Jindřich Parma / Eduard Pergner) - album: Discopříběh 2 (1991), Discopříběh I a II (1999) - 1991 - z filmu Discopříběh 2
- Želvy Ninja, vzhůru - Michal David a Pavel Horňák a Standa Hložek a Lešek Semelka - (h: /t:)